# Therion
Terion (Therion) je švedski simfo metal bend osnovan 1987. u Upplands Väsbyu. Ime potiče od reči grč. θηρίον što znači zver. Tekstovi su im inspirirani različitim mitologijama i ispunjeni okultizmom, magijom i drevnom tradicijom i pisanjem.

## Biografija
1987. godine Christofer Johnsson osniva bend pod nazivom Blitzkrieg. Nakon kratkog vremena bend menja ime najpre u Megatherion, a zatim u Therion (zver) i posvećuje se det metalu. Prvobitna postava benda se menjala nekoliko puta, a jedino je Christofer ostao član od početka. Tako se pokazao kao najvažniji član benda, na čiju inicijativu je bend i osnovan, a pored toga on je vokal, gitarista, klavijaturista i tekstopisac na svim do sada snimljenim albumima.
1989. godine izdaju 2 demo snimka: Paroxysmal Holocaust i Beyond The Darkest Veils Of Inner Wickedness koji postižu velik uspeh. Sedeće izdanje je bio Mini CD Time Shall Tell nakon kojeg potpisuju ugovor za englesku izdavačku kuću Deaf Records. Prvi pravi album snimljen je u Stockholm 1990. godine pod nazivom Of Darkness..., a izdan naredne 1991. godine. Reakcija publike na prvi album je bila veoma dobra, što je navelo članove benda da još bolje odrade sledeći album Beyond Sanctorum, ali ovoga puta za izdavačku kuću Active Records. Drugi je album sniman u tokom 1991. godine u Monezuma studiju i sadržavao je nove elemente - klavijature i ženski vokal, čime se muzika polako prebacuje na blek metal. Mnogi fanovi nisu odobravali uvođenje ovakvih elemenata.
Iz ličnih razloga svi članovi osim Christofera okreću se drugim poslovima, tako da je on bio prisiljen pronaći nove članove. Ponovo menjaju izdavačku kuću i priključuju se Megarock Recordsu. 1993. godine izdaju Symphony Masses: Ho Drakon Ho Megas. U to doba bend je imao samo tri člana, no ipak kreću na svetsku turneju. Njihova prva 3 albuma su svrstana u ded metal žanr zbog samih elemenata koje koriste, ali na poslednja dva albuma ipak se oseća značajan uticaj blek metala, a na poslednjem i gotik metala. Ni izdavačka kuća Megarock Records nije zadovoljila potrebe Theriona, pa napokon potpisuju s moćnom i poznatom nemačkom izdavačkom kućom Nuclear Blast Records. Prvi album u izdanju ove kuće je Lepaca Kliffoth, sniman u Berlinu, a izdan 1995. godine. Therionov put ka vrhu gothic i uopšte metal scene počeo je albumom Theli iz 1996. godine. Na ovom albumu su prvi put kombinovali elemente klasike i metala i to vrlo uspešno. Na albumu svirali su solisti s mnogobrojnim klasičnim instrumentima kao i veliki horovi, što je stvorilo specijalnu dimenziju gothic zvuka grupe Therion. Kako su godine prolazile Christofer i njegovi saradnici zvuk su sve više bazirali na klasičnim elementima, ali bez gubitka korena.
1997. godine snimaju soundtrack za film The Golden Embrace s Barmek Symphony orkestrom i horom Severnonemačkog radija, s kojim su već sarađivali na albumu Theli. Kompozicije korištene u filmu se nalaze na albumu A´arab Zaraq Lucid Dreaming. Prodaja ovog albuma je išla veoma dobro, pa 1997. godine Therion učestvuje na mnogim festivalima po Evropi (Ten Years Nuclear Blast, Out of the Dark IV i Dynamo Metal fest). Album Vovin obeležio je 1998. godinu, a na albumu je jedan od gostujućih muzičara bio Lorentz Aspen iz benda Theatre of Tragedy. Zamenjena je i dotadašnja pevačica Sarah Jezebel Deva, koja se odličnim glasom izdvajala iz ženskog hora. Iz tog je razloga Sarah pevala i u duetu, a i kao solo i sopran. Sarah je poznata kao svetski vokal koji je doprinosio boljem zvuku bendova The Kovenant i Cradle of Filth. Album Vovin se opisuje kao vrlo melodičan album s elementima opere, a takav album su mnogi dugo očekivali. Od tada kreću sve bolji i bolji albumi. 11999. godine izdaju Crowning of Atlantis, a albumom Deggial iz 2000. godine Therion postiže najveći uspeh do tada. Pozicija na kojoj su se nalazili u mnogim zemljama (Nemačka, Finska, Poljska) potvrdila je njihov moćan status na svetskoj metal sceni. Deggial ubrzo postaje najbolje izdanje s najboljom produkcijom na kojoj su bili prisutni mnogi različiti instrumenti i horovi koji su postajali sve jači i jasniji.
2001. godine na scenu stupa njihov sledeći, album Secret of the Runes. Koncept albuma je veoma složen i govori o Vikinzima i njihovoj mitologiji. U njihovoj mitologiji postoji sveto drvo zvano Yggrasil koje sadrži 9 manjih svetova o kojima i govori album. Svaka pesma govori o jednom svetu i svaku pesmu prati uvodna priča (samo u tekstovima) koja približava tematiku slušaocu. Na albumu se takođe nalaze i dve obrade, (ABBA i Scorpions). Na svakom novom albumu još od samog početka karijere ovog benda, mogu se uočiti novi elementi, čisti vokal, zatim arapska folk muzika, klasični i industrial elementi i mnogi drugi. Ubrzo je usledila svetska turneja pa je Therion izdao live izdanje Live in Midgård. Nakon turneje prionuli su na posao na kojem je učestvovalo čak 171 muzičara i rezultat toga bila su dva albuma – Sirius B i Lemuria koji su pušteni u prodaju zajedno 2004.
Taj album odiše sasvim novim elementima, najviše laganim melodijama na akustičnoj gitari, ali i nekim drugim koji u celini čine jedan od najboljih albuma u kompletnoj diskografiji benda. Godine 2007. izdan je poslednji album Gothic Kabbalah u sklopu kojeg je održana i promotivna turneja. Kako mu naziv govori, pesme na albumu imaju donekle gotičarsku podlogu iako je ime uzeto iz nekih drugih razloga.

## Članovi benda

### Sadašnja postava
- Christofer Johnsson - gitara, vokal, klavijature (1987.-)

### Bivši članovi
- Peter Hansson - guitar (1987—1993)
- Oskar Forss - drums (1987—1993)
- Erik Gustafsson - bass (1987—1992)
- Piotr Wawrzeniuk - bubnjevi, vokal (1992—1996), gost vokal na Secret of the Runes (2001), Sirius B i Lemuria (2004)
- Magnus Barthelsson - gitara (1993—1994)
- Andreas Wahl - bas (1993—1994)
- Fredrik Isaksson - bas (1994)
- Tommie Eriksson - gitara(1995, 1997—1998)
- Lars Rosenberg - bas (1994—1996)
- Jonas Mellberg - gitara (1995—1996)
- Sami Karppinen - bubnjevi (1998—2001)
- Richard Evensand - bubnjevi (2001—2004)
- Kristian Niemann - gitara (since 1999—2008)
- Johan Niemann - bas (1999—2008)
- Petter Karlsson - bubnjevi (2004—2008)

## Diskografija

### Demo
- Paroxysmal Holocaust (1989)
- Beyond the Darkest Veils of Inner Wickedness (1989)
- Time Shall Tell (1990)

### Albumi
- Of Darkness... (1991)
- Beyond Sanctorum (1992)
- Symphony Masses: Ho Drakon Ho Megas (1993)
- Lepaca Kliffoth (1995)
- Theli (1996)
- A'arab Zaraq - Lucid Dreaming (1997)
- Vovin (1998)
- Crowning of Atlantis (1999)
- Deggial (2000)
- Secret of the Runes (2001)
- Live in Midgård (live, 2002)
- Lemuria (2004)
- Sirius B (2004)
- Gothic Kabbalah (2007)
- Sitra Ahra (2010)
- Les fleurs du mal (2012)
- Beloved Antichrist (2018)
- Leviathan (2021)
- Leviathan II (2022)
- Leviathan III (2023)

### Singlovi
- "The Beauty in Black" (1995)
- "The Siren of the Woods" (1996)
- "Eye of Shiva" (1998)

### Kompilacije
- The Early Chapters of Revelation (2000)
- Bells of Doom (2001) - Therion fan club
- Atlantis Lucid Dreaming (2005)
- Celebrators of Becoming (DVD, 2006)

## Spoljašnje veze
- Terion, službene strane
- Terion, fan klub